# William Kentridge

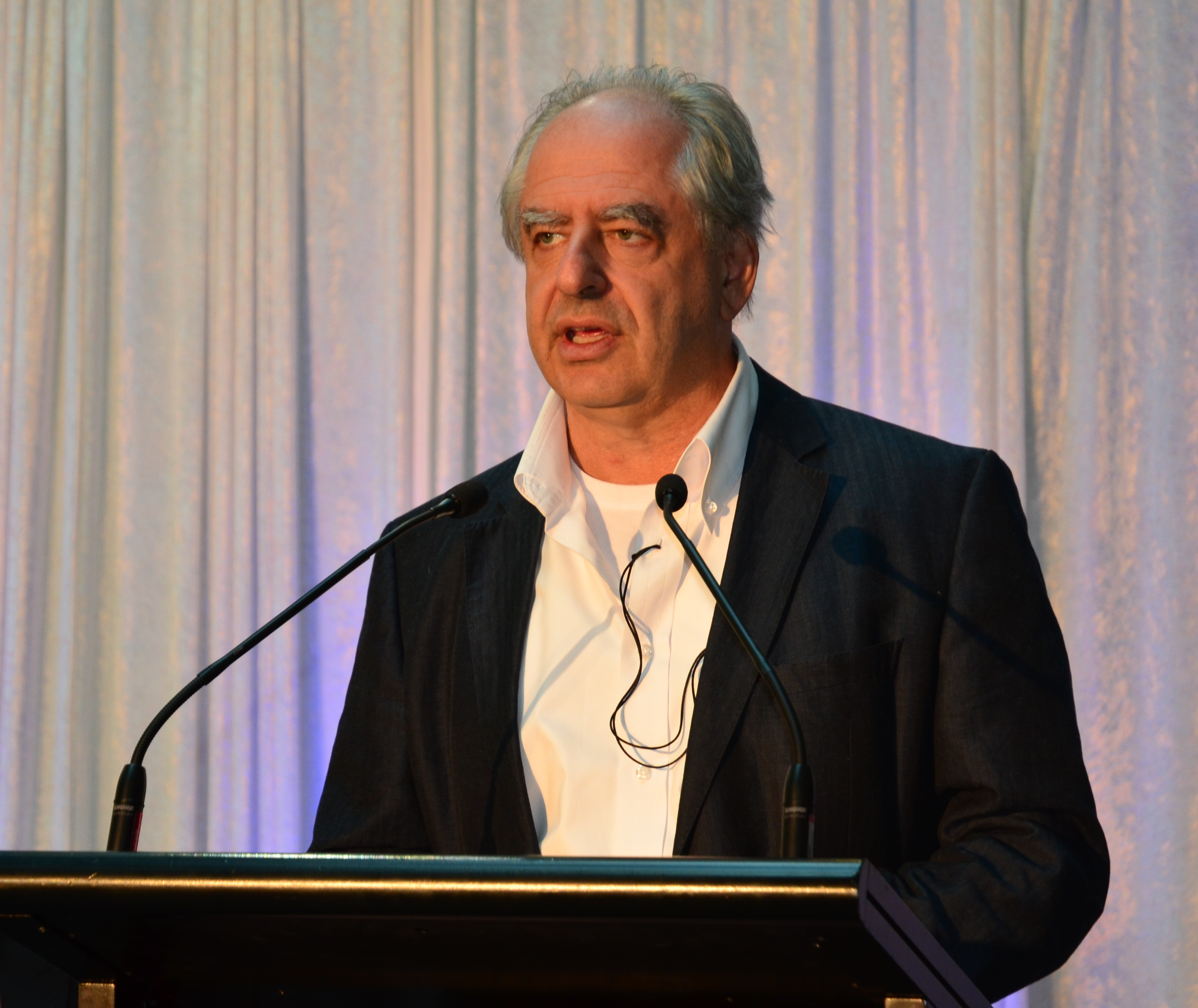
Kentridge in Melbourne (2012)

William Kentridge (* 28. April 1955 in Johannesburg) ist ein südafrikanischer Künstler.

## Leben
Kentridge wuchs mit litauisch-jüdischen Wurzeln in Südafrika auf. Seine Eltern vertraten als Rechtsanwälte vor allem Schwarze in Gerichtsprozessen während der Apartheid. Seine Mutter Felicia Kentridge war Mitbegründerin des Legal Resources Centre, sein Vater Sydney Kentridge unter anderem Verteidiger im Treason Trial. William Kentridge studierte in Südafrika und Europa, stellte Kunst in Galerien aus und arbeitete in Theater-Projekten des Resistance Art Movement.
1976 schloss Kentridge ein Studium der Politik und Afrikanistik an der Witwatersrand-Universität in Johannesburg ab. Von 1976 bis 1978 studierte er an der Art Foundation in Johannesburg. In den 1980er Jahren studierte er an der Theaterschule Jacques Lecoq in Paris, arbeitete als Schauspieler, Designer und Theaterregisseur. Kentridge lebt und arbeitet in Johannesburg (Stand 2018).
William Kentridge wurde vielfach ausgezeichnet. Im Jahr 2013 wurde ihm ein Ehrendoktorat für Schöne Künste der Yale University in den USA verliehen.

## Werk

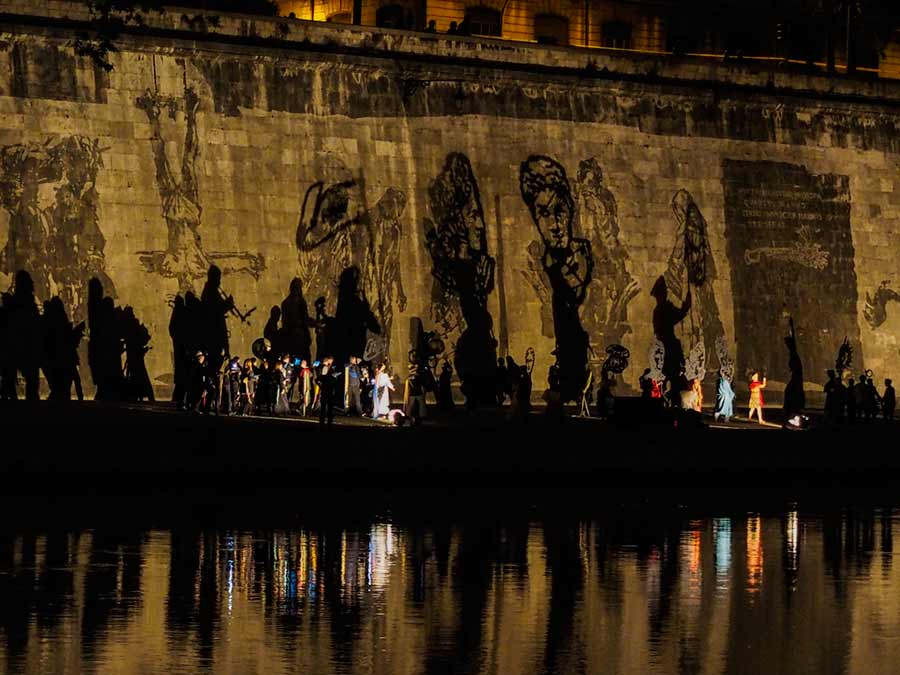
Performance von Kentridges Werk Triumphs & Laments (Rom 2016)

In den 1980er Jahren begann Kentridge Animationsfilme zu produzieren, in denen er die Geschichte und die sozialen Umstände Südafrikas reflektiert. Er zeichnet jedes Einzelbild seiner Produktionen von Hand mit Kohle, Graphitstift oder Pastellfarben. Es entstehen so unzählige Einzelbilder mit minimalen Abweichungen, aus denen sich dann seine bewegten Werke zusammensetzen. 1993 und 2005 nahm er mit Animationsfilmen an der Biennale Venedig, 1997 und 2002 an der Documenta teil. Zur Fußball-Weltmeisterschaft 2010 in Südafrika gestaltete er ein Plakat. Eine große Retrospektive von Kentridges Schaffen wurde 2012 in Rio de Janeiro zusammengestellt und war daraufhin in anderen Städten Lateinamerikas zu sehen. Im selben Jahr präsentierte Kentridge die Charles Eliot Norton Lectures an der Harvard-Universität und wurde zum Mitglied der American Philosophical Society und der American Academy of Arts & Sciences ernannt. Seit 2011 ist er Ehrenmitglied der American Academy of Arts and Letters und seit 2012 assoziiertes Mitglied der Académie royale des Sciences, des Lettres et des Beaux-Arts de Belgique. Zur Documenta 13 wurde Kentridge erneut eingeladen und stellte die Installation The Refusal of Time vor.
Im Jahr 2017 inszenierte er die Oper Wozzeck von Alban Berg bei den Salzburger Festspielen.

## Werke (Auswahl)
- 1993: Felix in Exile, Zeichnung auf Papier, 84 × 103 cm (Versteigerung Januar 2010 im Auktionshaus Stephan Welz & Co., Johannesburg).
- 1999: Stereoscope.
- 2007: Zeichnung für den Film Il Sole 24 Ore, Kohle, Gouache, Pastell und Buntstifte auf Papier.
- 2009: mit Gerhard Marx: Fire Walker, 11 Meter hohe bemalte Stahlskulptur, Newtown, Johannesburg.
- 2011: Lecture Performance mit Kentridge im Market Theatre, Johannesburg: Dancing with Dada mit dem Komponisten Philip Miller und der Tänzerin und Choreographin Dada Masilo.
- 2014: Inszenierung von Schuberts Winterreise im Rahmen der Wiener Festwochen.[3]
- 2018: The Head & The Load, Eröffnung der Ruhrtriennale 2018[4]
- 2024: Self-Portrait as a Coffee Pot, Biennale di Venezia, Venedig

## Filme u.a.
| - 1989 On Johannesburg, 2nd Greatest City After Paris (Teil von Drawings for Projection) - 1990 Monument (Teil von Drawings for Projection) - 1991 Mine (Teil von Drawings for Projection) - 1991 Sobriety, Obesity & Growing Old (Teil von Drawings for Projection) - 1994 Felix in Exile (Teil von Drawings for Projection) - 1996 History of the Main Complaint (Teil v. Drawings for Projection) - 1996–97 Ubu Tells the Truth | - 1998 Weighing... and Wanting (Teil von Drawings for Projection) - 1999 Stereoscope (Teil von Drawings for Projection) - 1999 Shadow Procession - 2001 Medicine Chest - 2003 Automatic Writing - 2003 Tide Table (Teil von Drawings for Projection) - 2003 Journey to the Moon - 2009 Kentridge and Dumas in Conversation - 2011 Other Faces (Teil von Drawings for Projection) - 2015 Notes Toward a Model Opera |

Kentridge's Filme wurden 2004 beim Cannes Film Festival gezeigt.

## Preise und Nominierungen
- 1998: Nominiert für den Hugo Boss Prize
- 2003: Goslarer Kaiserring
- 2005: Max-Beckmann-Professur der Städelschule
- 2007: Order of Ikhamanga in Silber[23]
- 2008: Oskar-Kokoschka-Preis[24][25]
- 2010: Kyoto-Preis[26]
- 2012: Dan-David-Preis
- 2017: Prinzessin-von-Asturien-Preis
- 2018: Internationaler Antonio-Feltrinelli-Preis
- 2019: Praemium Imperiale in der Sparte Malerei
- 2021: Kunstpreis Ruth Baumgarte
- 2024: Internationaler Folkwang-Preis

## Sonderausstellungen
- 2004: William Kentridge, Kunstsammlung Nordrhein-Westfalen, Düsseldorf.[27]
- 2010/2011: William Kentridge. Fünf Themen – Five Themes, Albertina, Wien; vorher 2009 im San Francisco Museum of Modern Art.
- 2011: Zeno Writing, 2002, Städel/Goethe-Universität, Frankfurt am Main; im IG-Farben-Haus, DVD/Ton Loop 11:32 Minuten
- 2013/14: William Kentridge: The Refusal of Time. A five-channel video installation, Metropolitan Museum of Art, New York,[28] danach in der Johannesburg Art Gallery.
- 2014: William Kentridge: The Refusal of Time. Institute of Contemporary Art, Boston, Massachusetts.[28]
- 2015: William Kentridge – The Nose, Museum Haus Konstruktiv, Zürich[29]
- 2015/2016: Double Vision: Albrecht Dürer & William Kentridge, Kupferstichkabinett Berlin (November 2015 bis März 2016) und Staatliche Kunsthalle Karlsruhe (September 2016 bis Januar 2017).
- 2016: NOT IT IS!, Martin-Gropius-Bau, Berlin (Mai bis August 2016). Katalog.
- 2017: William Kentridge. Thick Time. Installationen und Inszenierungen, Rupertinum, Salzburg (Kuratorinnen: Sabine Breitwieser mit Tina Teufel).
- 2017/18: William Kentridge. Smoke, Ashes Fables. Sint-Janshospital/Memlingmuseum (Kurator: Margaret K. Koerner) Brügge[30]
- 2018: William Kentridge. O Sentimental Machine, Liebieghaus, Frankfurt am Main.
- 2019: William Kentridge. Shadow Procession, Kunsthalle, Mannheim.
- 2019: William Kentridge – A Poem That Is Not Our Own, Kunstmuseum Basel
- 2020/21: William Kentridge - Why should I hesitate: Putting Drawings To Work, Deichtorhallen Hamburg.
- 2022: William Kentridge - That which we do not remember, Nationalmuseum Kaunas[31]
- 2022: William Kentridge, Royal Academy of Arts, London

## Veröffentlichungen
- Sechs Zeichenstunden: Die Charles Eliot Norton Vorlesungen, 2012, Verlag Walther König, Köln 2016
- In Verteidigung der weniger guten Idee. Sigmund Freud Vorlesung 2017. Turia + Kant, Wien/Berlin 2018, ISBN 978-3-85132-893-6.